# Eugênio Hirsch
Eugen Aloisius Hirsch, conhecido como Eugênio Hirsch (Viena, 1 de fevereiro de 1923 — Rio de Janeiro, 23 de setembro de 2001), foi um artista plástico austríaco radicado no Brasil. Foi um ilustrador, pintor e capista, de renome internacional.
Emigrado em 1939 para a Argentina e de lá para o Brasil em 1955 emigrado para a Brasil. Foi diretor de arte da editora Civilização Brasileira.
Venceu o Prémio Jabuti de 1960 pelo conjunto de capas da editora Civilização Brasileira.